# Championnat d'Estonie de football 2021
Navigation
Meistriliiga 2020 Meistriliiga 2022
La saison 2021 du Championnat d'Estonie de football est la 31e de l'élite du football estonien.
En raison du nombre important de matchs reportés, le format est modifié pour cette saison.
Les dix meilleurs clubs du pays sont regroupés au sein d'une poule unique où ils s'affrontent trois fois. À l'issue de cette phase, les six premiers s'affrontent une fois à domicile ou à l'extérieur. De même, les quatre derniers s'affrontent entre eux une fois sous le même format. En fin de saison, le dernier du classement est relégué et remplacé par le champion de deuxième division, tandis que le 9e affronte le vice-champion de D2 en barrage de promotion-relégation.
Le FC Flora Tallinn est le champion sortant.
La saison devait débuter le 5 mars 2021, mais à cause de la pandémie de Covid-19 la date est reportée au 13 mars 2021.

## Qualifications européennes
Le championnat délivre deux places pour les compétitions continentales : le champion d'Estonie se qualifie pour le tour préliminaire de la Ligue des champions de l'UEFA 2022-2023 tandis que le deuxième du classement obtient son billet pour le premier tour de qualification de la Ligue Europa Conférence 2022-2023. La deuxième place en Ligue Europa Conférence est réservée au vainqueur de la Coupe d'Estonie, ou au 3e du classement final, si le vainqueur de la Coupe a terminé le championnat parmi les deux premiers.

## Participants
| \| Tallinn : Flora Tallinn Levadia Tallinn Nõmme Kalju TJK Legion Tallinn Paide Kuressaare Tartu Narva Tulevik Pärnu \| Localisation des clubs engagés dans le championnat. |
| Tallinn : Flora Tallinn Levadia Tallinn Nõmme Kalju TJK Legion Tallinn Paide Kuressaare Tartu Narva Tulevik Pärnu                                                           |

| Club                | Dernière montée | Classement 2020 | Entraîneur           | Depuis | Stade                    | Capacité théorique |
| ------------------- | --------------- | --------------- | -------------------- | ------ | ------------------------ | ------------------ |
| Flora Tallinn       | 1992            | 1er             | Jürgen Henn          | 2018   | A. Le Coq Arena          | 9 692              |
| Paide Linnameeskond | 2009            | 2e              | Vjatšeslav Zahovaiko | 2016   | Stade Paide              | 268                |
| Levadia Tallinn     | 1999            | 3e              | Vladimir Vassiljev   | 2019   | Stade Kadriorg           | 5 000              |
| Nõmme Kalju         | 2008            | 4e              | Sergey Frantsev      | 2021   | Stade Hiiu               | 300                |
| Tammeka Tartu       | 2005            | 5e              | Kaido Koppel         | 2017   | Stade Tamme              | 1 750              |
| Tulevik Viljandi    | 2017            | 6e              | Jaanus Reitel        | 2021   | Viljandi linnastaadion   | 1 000              |
| TJK Legion          | 2020            | 7e              | Denis Belov          | 2016   | Stade de Kadriorg        | 5 000              |
| Narva Trans         | 1992            | 8e              | Igor Pyvin           | 2021   | Stade Kreenholmi         | 1 065              |
| FC Kuressaare       | 2018            | 9e              | Roman Kozhukhovskyi  | 2019   | Kuressaare linnastaadion | 1 000              |
| JK Vaprus Pärnu     | 2021            | 1er (Esiliiga)  | Taavi Midenbritt     | 2018   | Pärnu Rannastaadion      | 1 500              |

Légende des couleurs
- Premier tour de qualification de la Ligue des champions 2021-2022
- Premier tour de qualification de la Ligue Europa Conférence 2021-2022
- Promu d'Esiliiga 2020

## Compétition
Le classement est calculé avec le barème de points suivant : une victoire vaut trois points, le match nul un. La défaite ne rapporte aucun point.
Critères de départage :
1. Le moins de matchs annulés ou reportés ;
2. Faces-à-faces ;
3. Différence de buts dans les faces-à-faces ;
4. Le nombre général de victoires ;
5. Meilleure différence de buts générale ;
6. Nombre général de buts marqués

### Classement
| Rang | Équipe                | Pts | J  | G  | N | P  | Bp | Bc | Diff |
| ---- | --------------------- | --- | -- | -- | - | -- | -- | -- | ---- |
| 1    | FCI Levadia Tallinn   | 78  | 32 | 25 | 3 | 4  | 84 | 38 | +46  |
| 2    | FC Flora Tallinn T    | 77  | 32 | 23 | 8 | 1  | 90 | 23 | +67  |
| 3    | Paide Linnameeskond C | 62  | 32 | 18 | 8 | 6  | 66 | 35 | +31  |
| 4    | JK Nõmme Kalju        | 45  | 32 | 13 | 6 | 13 | 57 | 44 | +13  |
| 5    | TJK Legion            | 40  | 32 | 11 | 7 | 14 | 49 | 48 | +1   |
| 6    | FC Narva Trans        | 33  | 32 | 9  | 6 | 17 | 36 | 61 | -25  |
|      |                       |     |    |    |   |    |    |    |      |
| 7    | FC Kuressaare         | 34  | 30 | 10 | 4 | 16 | 39 | 47 | -8   |
| 8    | JK Tulevik Viljandi   | 30  | 30 | 9  | 3 | 18 | 39 | 62 | -23  |
| 9    | JK Tammeka Tartu      | 25  | 30 | 7  | 4 | 19 | 34 | 72 | -38  |
| 10   | JK Vaprus Pärnu P     | 18  | 30 | 5  | 3 | 22 | 24 | 88 | -64  |

|  | Qualification pour le tour préliminaire de la Ligue des champions de l'UEFA 2022-2023   |
|  | Qualification pour le 1er tour de qualification de la Ligue Europa Conférence 2022-2023 |
|  | Qualification pour le barrage de relégation                                             |
|  | Relégation en Esiliiga                                                                  |
|  | T : Tenant du titre C : Vainqueur de la Coupe d'Estonie 2021-2022 P : Promu de D2       |

- JK Tulevik Viljandi annonce en décembre se reléguer volontairement pour raisons financières, JK Vaprus Pärnu est repêché.

### Résultats
| Résultats (▼dom., ►ext.)                                   | FLO | KUR | LEG | LEV | NAR | NOM | PAI | TAM | TUL | VAP |
| FC Flora Tallinn                                           |     | 2-2 | 2-1 | 0-0 | 5-0 | 1-0 | 3-3 | 9-0 | 3-0 | 2-0 |
| FC Kuressaare                                              | 0-4 |     | 1-1 | 2-3 | 1-2 | 0-1 | 2-2 | 1-3 | 2-3 | 2-1 |
| TJK Legion                                                 | 1-2 | 1-0 |     | 2-3 | 0-0 | 0-1 | 1-1 | 3-1 | 2-1 | 7-1 |
| FCI Levadia Tallinn                                        | 2-4 | 3-0 | 4-3 |     | 3-2 | 4-1 | 0-4 | 2-1 | 4-1 | 5-0 |
| FC Narva Trans                                             | 0-2 | 2-0 | 0-0 | 1-4 |     | 1-2 | 0-1 | 2-1 | 6-2 | 1-1 |
| JK Nõmme Kalju                                             | 1-2 | 0-3 | 3-1 | 0-1 | 0-1 |     | 0-0 | 4-1 | 5-1 | 0-1 |
| Paide Linnameeskond                                        | 0-0 | 1-0 | 1-0 | 1-2 | 5-1 | 2-1 |     | 1-1 | 0-1 | 2-1 |
| JK Tammeka Tartu                                           | 0-3 | 0-1 | 0-1 | 1-2 | 3-2 | 2-2 | 0-2 |     | 1-1 | 2-2 |
| JK Tulevik Viljandi                                        | 3-3 | 1-2 | 1-0 | 0-4 | 0-1 | 1-3 | 0-1 | 5-3 |     | 3-1 |
| JK Vaprus Pärnu                                            | 0-4 | 2-1 | 1-4 | 0-4 | 2-1 | 1-7 | 1-3 | 1-2 | 3-0 |     |
| - Victoire à domicile - Match nul - Victoire à l'extérieur |     |     |     |     |     |     |     |     |     |     |

| Résultats (▼dom., ►ext.)                                   | FLO | KUR | LEG | LEV | NAR | NOM | PAI | TAM | TUL | VAP |
| FC Flora Tallinn                                           |     |     | 5-1 |     | 5-2 | 2-0 |     | 3-0 |     |     |
| FC Kuressaare                                              | 1-0 |     | 0-2 |     |     | 0-2 |     | 2-0 | 1-0 | 6-0 |
| TJK Legion                                                 |     |     |     | 1-2 |     |     | 1-2 |     | 3-1 | 2-1 |
| FCI Levadia Tallinn                                        | 1-5 | 3-0 |     |     | 3-0 | 2-1 |     | 4-0 |     | 5-0 |
| FC Narva Trans                                             |     | 2-2 | 0-3 |     |     |     |     |     | 0-1 | 3-0 |
| JK Nõmme Kalju                                             |     |     | 2-2 |     | 1-1 |     | 3-2 |     | 3-1 |     |
| Paide Linnameeskond                                        | 1-1 | 4-1 |     | 0-3 | 4-0 |     |     |     | 3-1 |     |
| JK Tammeka Tartu                                           |     |     | 0-2 |     | 2-1 | 0-3 | 2-5 |     |     |     |
| JK Tulevik Viljandi                                        | 2-2 |     |     | 3-2 |     |     |     | 4-1 |     | 1-0 |
| JK Vaprus Pärnu                                            | 0-6 |     |     |     |     | 1-4 | 1-1 | 1-2 |     |     |
| - Victoire à domicile - Match nul - Victoire à l'extérieur |     |     |     |     |     |     |     |     |     |     |

| Résultats (▼dom., ►ext.)                                   | FLO | LEG | LEV | NAR | NOM | PAI |
| FC Flora Tallinn                                           |     |     | 2-2 |     |     | 3-0 |
| TJK Legion                                                 | 0-2 |     |     | 0-2 | 2-2 |     |
| FCI Levadia Tallinn                                        |     | 2-2 |     |     |     | 1-0 |
| FC Narva Trans                                             | 0-2 |     | 0-2 |     | 0-0 | 1-5 |
| JK Nõmme Kalju                                             | 0-1 |     | 1-2 |     |     |     |
| Paide Linnameeskond                                        |     | 4-0 |     |     | 5-3 |     |
| - Victoire à domicile - Match nul - Victoire à l'extérieur |     |     |     |     |     |     |

| Résultats (▼dom., ►ext.)                                   | KUS | TAM | TUL | VAP |
| FC Kuressaare                                              |     |     |     |     |
| JK Tammeka Tartu                                           | 1-0 |     | 2-0 | 2-3 |
| JK Tulevik Viljandi                                        | 0-2 |     |     |     |
| JK Vaprus Pärnu                                            | 0-4 |     | 1-2 |     |
| - Victoire à domicile - Match nul - Victoire à l'extérieur |     |     |     |     |

### Barrage de relégation
À la fin de la saison, l'avant-dernier de Meistriliiga affronte la deuxième meilleure équipe d'Esiliiga (qui n'est pas une équipe réserve) pour tenter de se maintenir.
| Équipe                 | Aller | Total | Retour | Équipe                |
| ---------------------- | ----- | ----- | ------ | --------------------- |
| JK Tallinna Kalev (D2) | 0 - 0 | 0 - 3 | 0 - 3  | JK Tammeka Tartu (D1) |

Légende des couleurs
- Le club se maintient en première division.
- Promotion en première division.
- Le club reste en deuxième division.
- Relégation en deuxième division.

## Bilan de la saison
| Championnat d'Estonie de football 2021  |                                 |
| Champion                                | FCI Levadia Tallinn (10e titre) |
| Qualifications continentales            |                                 |
| Ligue des champions de l'UEFA 2022-2023 | FCI Levadia Tallinn             |
| Ligue Europa Conférence 2022-2023       | FC Flora Tallinn                |
| Ligue Europa Conférence 2022-2023       | Paide Linnameeskond             |
| Promotions et relégations               |                                 |
| Promus en Meistriliiga                  | JK Tallinna Kalev               |
| Relégués en Esiliiga                    | JK Tulevik Viljandi             |